# نيل هارتلي
نيل هارتلي (18 مارس 1956 - ) (بالإنجليزية: Neil Hartley)‏ هو لاعب كريكت بريطاني.